# Première Rhapsodie

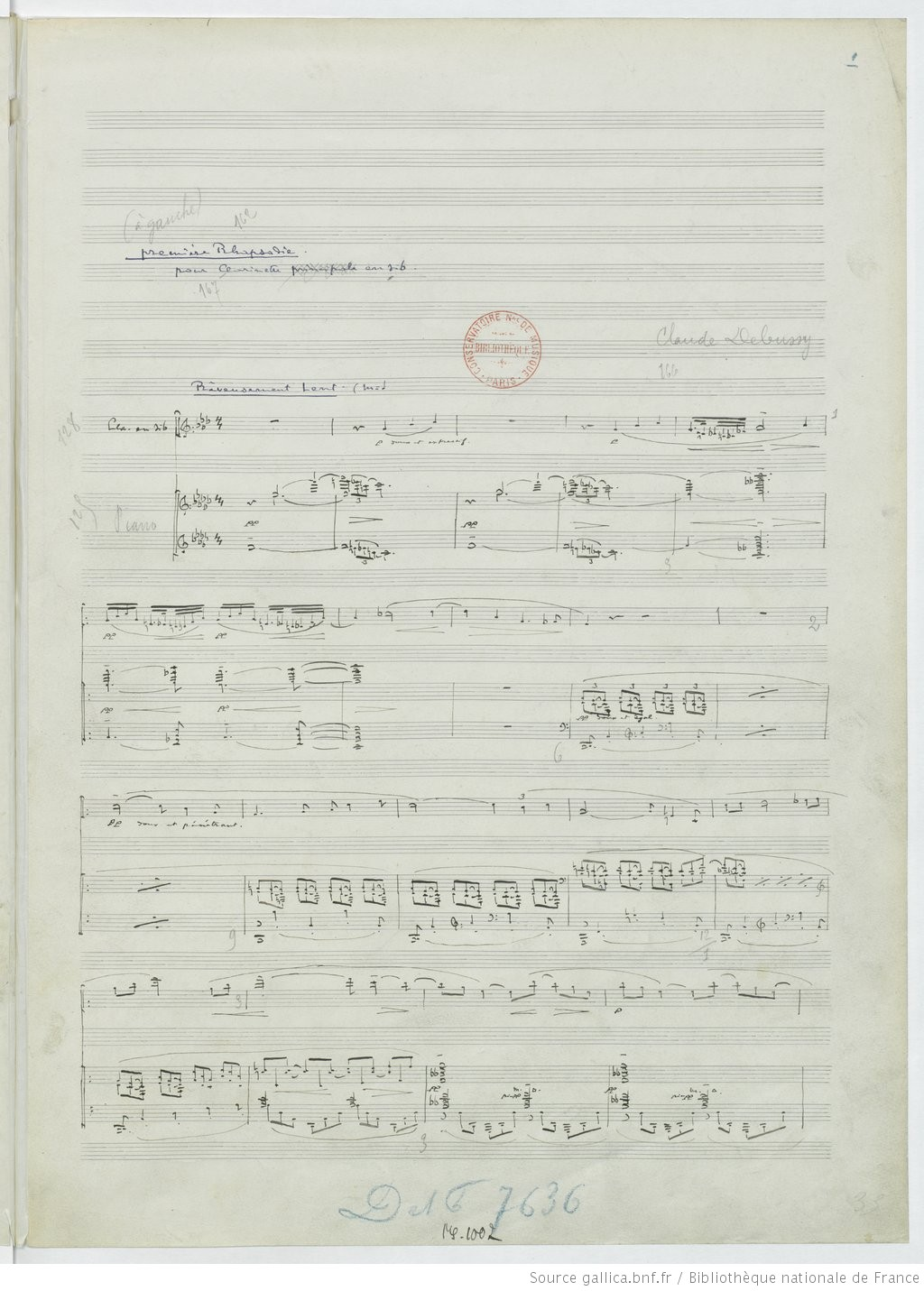

Première Rhapsodie é uma música de autoria do compositor francês Claude Debussy. Tem temas bastante variados e contraponto rico em harmonia.  Composta entre Dezembro de 1909 e Janeiro de 1910, foi dedicada ao professor francês de clarinete Prosper Mimart.
1. ↑  
Briscoe, James R. «Debussy for clarinet solo: The music and the Conservatoire context». International Clarinet Association. Consultado em 1 de abril de 2010. Cópia arquivada em 16 de outubro de 2010